# Ilona Bruzsenyák
Dans le nom hongrois Bruzsenyák Ilona, le nom de famille précède le prénom, mais cet article utilise l’ordre habituel en français Ilona Bruzsenyák, où le prénom précède le nom.
Ilona Bruzsenyák, née le 14 septembre 1950 à Pócsmegyer, est une athlète hongroise spécialiste du longueur mais ayant aussi pratiqué le Pentathlon.

## Biographie

### Palmarès
| Date | Compétition           | Lieu   | Résultat | Épreuve    | Performance |
| ---- | --------------------- | ------ | -------- | ---------- | ----------- |
| 1972 | Jeux olympiques d'été | Munich | 8e       | Pentathlon | 4 419 pts   |
| 1974 | Championnats d'Europe | Rome   | 1re      | Longueur   | 6,65 m      |

### Records
| Épreuve          | Performance | Lieu | Date |
| ---------------- | ----------- | ---- | ---- |
| Saut en longueur | 6,65 m      | Rome | 1974 |
| Pentathlon       | 4 617 pts   |      | 1973 |